# Ano Doliana
Ano Doliana (Ano betyder "øvre", græsk: Άνω Δολιανά) eller simpelthen Doliana, er en stenbygget bjergrig landsby i kommunen North Kynouria i det østlige Arcadia, Grækenland.  Fra 2011 havde den 90 indbyggere. Den er en beskyttet traditionel bosættelse.   

## Aktiviteter
Den europæiske langdistanse E4 krydser lige gennem Doliana, hvilket gør den til et ideelt sted at vandre.   